# Apeadero Km 117 (Bomba)
Kilómetro 117, también llamada Bomba o Parada km 117 es un ex apeadero ferroviario del Ferrocarril de Comodoro Rivadavia que unía a esta localidad con Colonia Sarmiento. Se halla ubicado en el departamento Sarmiento de la provincia de Chubut (Argentina). Su altura de 575,69 m s. n. m. lo vuelve uno de los puntos más altos de las instalaciones del ferrocarril que recorría el sur provincial. Se lo utilizaba con el fin de proveer de agua a las locomotoras, ya que allí se situaban varios manantiales con abundante agua y como parada de los servicios de pasajeros. 

## Toponimia
El apeadero fue nominado con base a la distancia justa de 117 kilómetros que las vías alcanzaban aquí desde la estación matriz. Además el apeadero disponía del nombre Bomba que fue menos usual y proviene del sistema de extracción para captar agua de las napas. Líquido vital  para alimentar a la maquinaria de vapor.Sin embargo, la localidad no fue aludida con esta denominación. La razón del nombre se explica en que denominación kilométrica de las localidades fue una práctica habitual en el ferrocarril y se aplicó en localidades como Diadema Argentina (Km 27), Astra (Km20) y perdura en Comodoro Rivadavia en los barrios-localidades de Km 11 (Cuarteles) Km 12 (Gesta de Malvinas) y otros.

## Datos
En las cercanías se conformó una localidad rural homónima compuesta por chacras vecinas que conformaron una localidad rural con población dispersa como lo es hoy Colhué Huapi. A partir de la segunda mitad del siglo XX la localidad decayó rápidamente a causa de la merma del ferrocarril frente a los automóviles. Una de las últimas menciones oficiales de esta localidad se dio cuando fue contada entre las pocas localidades que el ferrocarril servía según la Gobernación Militar de Comodoro Rivadavia para inicio de los cincuenta. Finalmente, para 1957 se informó que el pueblo no contaba ya con habitantes o eran pocos significativos para figurar en los registros censales.Este hecho se confirmó con testimonios de ferroviarios que lo describen como silvestre y despoblado, sirviendo solo para poblaciones dispersas rurales. Además, era un punto peligroso para las formaciones cargueras pesadas; ya que después de km 117 iniciaba una pendiente pronunciada que obligaba a dejar parte de los vagones cargaos en este punto para poder lograr proseguir su ascenso hasta Cañadón Lagarto. Esta pendiente ocasionó accidentes e inconvenientes operativos en invierno.Sin embargo, la astucia de los ferroviarios descubrió que si se arrojaba arena a las vías y se aplicaba una buena velocidad a la locomotora esta podía subir sin fraccionar los vagones en km 117 y así poder ahorrar 3 hs de retraso.
La zona de "Km 117" era crucial por su agua que está a baja profundidad de 21 metros. Esto se debe que el ferrocarril en 200 km de desierto patagónico solo podía abastecer sus locomotoras a vapor en este punto, "Kilómetro 162", Escalante, Pampa del Castillo y la terminal de Sarmiento.
El apeadero formaba parte del Ferrocarril de Comodoro Rivadavia que comenzó a funcionar en el año 1910 y que fue cerrado definitivamente en el año 1978. Luego del cierre definitivo del ferrocarril en 1978, todas las instalaciones sobrevivieron algún tiempo intactas.
Para los años 1990 las estaciones y apeaderos del ferrocarril tenían sus instalaciones aun conservadas. Cada punto del ferrocarril tenía caminos y eran de fácil acceso. A pesar de estar en tierras privadas eran accesibles. Todos estos puntos se constituían como museos a cielo abierto; que gracias a sus basureros históricos daban muestras de como era la vida cotidiana en los pueblos del ramal. Lamentablemente, la industria petrolera alteró las condiciones y el más grande de los basural histórico se fue perdiendo. El golpe de gracia de este y la mayoría de estos lugares histórico vino con el levantamiento ordenada por Das Neves en 2006.
En la actualidad su acceso resulta difícil, ya que se encuentra dentro de una estancia, con los caminos cerrados a personas ajenas los establecimientos ganaderos. Esto facilitó su conservación y evitó los desmanes en los años noventa. No obstante, en 2006 sufrió un vandálico levantamiento, como en sus estaciones hermanas en abandono, de los rieles que la cercaban.

## Funcionamiento

### Itinerarios históricos
Fue una parada obligada mientras los trenes a vapor realizaban todos los servicios. Su importancia radicaba en que los trenes se detenían para aprovisionarse de agua obligatoriamente. Esto se demuestra en los informes de horario hasta 1938 que describieron a este punto como obligatorio para las formaciones a vapor mixtas y de cargas.
El primer informe de horario publicado en 1920 con datos vigentes desde enero de 1918 expuso que trenes mixtos partían los lunes y jueves desde Comodoro a las 8:00 horas, pasando por km 117 a las 13:55 y arribando 16:30 a Sarmiento. Mientras que el regreso era los martes y viernes desde Sarmiento a las 8:00 horas, visitando km 117 11:10, con arribo a Comodoro a las 15:50. Por otra parte, para arribar a Valle Hermoso se precisaban 35 minutos y para llegar a Cañadón Lagarto 20 minutos. Como dato llamativo, el apeadero fue llamado Bomba km 117 y no figuró en el tarifario del ferrocarril; quedando el cobro del pasaje hasta Valle Hermoso o Cañadón Lagarto según correspondía.
En 1928 el ferrocarril realizaba 2 viajes los lunes y jueves. El tren mixto a vapor arribaba a km 117, tras partir de Comodoro Rivadavia a las 9, a las 14:20. Estaba separada de Valle Hermoso por 32 min y de Cañadón Lagarto por una corta distancia que era cubierta en 20 minutos. En este itinerario el apeadero fue nombrado Parada km 117.
En 1930 la situación no varió respecto al itinerario de 1928.
El itinerario de 1934 brindó información de la sección del servicio suburbano que era ejecutado por trenes mixtos los días lunes y jueves junto con el viaje a Sarmiento. El viaje a vapor tuvo mejorías en los tiempos en general. Partía a las 9:00 de Comodoro para arribar a Sarmiento 16:50. En tanto, la vuelta se producía los días miércoles y sábados desde las 9 con arribo a estación Comodoro a las 16:35. El tren alcanzaba este punto a las 14:05. Mientras que la distancia con Valle Hermoso se hacía en 40 minutos y para arribar a Cañadón Lagarto se requerían 15 minutos. El itinerario llamó a este punto, por primera vez, Kilómetro 117 (Bomba).
Para el itinerario de 1936 arrojó el único cambio significativo: la reducción de días de servicio, pasando a solo los lunes para regresar desde Sarmiento el miércoles. El itinerario recuperó el nombre de Parada km 117.
Desde 1938 el itinerario expuso por primera vez una extensa red servicio suburbano que recorría la zona norte de Comodoro. Gracias a las últimas mejoras que recibió el ferrocarril, con la incorporación de ferrobuses, se logró que el servicio de pasajero y cargas ligeras reciba la mejora en el tiempo del trayecto que pasó de casi 8 h a alrededor de 4 h gracias a la nueva tecnología, partiendo desde estación matriz a las 16:30, se pudo alcanzar este punto a las 18:59. En cuanto a las distancias con los puntos vecinos se cubrían en 7 minutos a Cañadón Lagarto y en 24 minutos con Valle Hermoso. Los días de servicios fueron ampliados y ejecutados los lunes, miércoles y viernes partiendo desde Sarmiento a las 7:45 para arribar a Comodoro a las 11:11, para luego volver a salir desde Comodoro a las 16:30 y arribar a Sarmiento a las 20:35.
Pese a la mejora en los tiempos "km 117" empezó a decaer en importancia, debido a que los ferrobuses no requerían grandes cantidades de agua como la maquinaría a vapor por su tecnología obsoleta. De este modo, a partir de este itinerario este apeadero se volvió una parada optativa de los servicios ferroviarios; parando el tren solo si había cargas y pasajeros a servir.
El itinerario de Ferrocarriles del Estado del 15 de diciembre de 1940. Todos los viajes de todas las líneas pasaron a operarse con ferrobuses. El viaje principal partía los domingos desde Comodoro a las 7:08, pasando por este punto a las 9:31 y arribando a Sarmiento a las 10:45; mientras que había otro viaje que partía todos los días menos domingos desde las 16:30, paso por este punto a las 18:57 y llegada a Sarmiento a las 20:25. En tanto, el viaje desde Sarmiento se producía los domingos desde las 17:45 con arribo a Comodoro a las 20:58; mientras que el viaje que corría todos los días menos domingos lo hacía desde las 7:45 con llegada a las 11:11 a Comodoro. En todos los viajes de pasajero el apeadero fue optativo. Por último, el documento se refirió a este elemento como Kilómetro 117 (Bomba) y sin edificación erigida. 
El itinerario de trenes de 1946 hizo alusión detallada a los servicios del ferrocarril. Las condiciones siguieron iguales en el viaje de larga distancia para pasajeros como en el itinerario anterior. La situación no varió y el apeadero siguió figurando como parada optativa de los servicios ferroviarios de pasajeros. Otro hecho, además del cambio de tecnología, que ayudó a la merma se debió a que la localidad vecina de Cañadón Lagarto estaba ya casi deshabitada. El itinerario realizó también la descripción del servicio de cargas a Sarmiento. Este se ejecutaba en forma condicional los lunes, miércoles y viernes. El viaje se hacía con un formación a vapor y partía desde Talleres a las 9:40 para llegar a destino a las 17:40. El tren arribaba, con parada obligatoria, a km 117 a las 14:50 para volver a salir a las 14:55. Para comunicar la distancia que existía con Cañadón Lagarto al tren le tomaba 15 min, mientras que para unirse con Valle Hermoso se requerían 42 minutos. Se pudo evidenciar que el servicio de cargas tenía a km 117 como punto estratégico por ser de los pocos en toda línea capaz de brindar agua. El itinerario retornó al nombre de Kilómetro 117 (Bomba) que se había dado en 1934.
El mismo itinerario de 1946 fue presentado por otra editorial y en el se hace mención menos detallada de los servicios de pasajeros de este ferrocarril. En el documento se aclaró que la mayoría de los ferrobuses pararían en puntos adicionales que los pasajeros solicitaran para ascender o descender. Las tarifas se cobraban desde o hasta la estación más próxima anterior o posterior. Las mismas mantuvieron los valores y secciones de 1938. En este documento este punto fue llamado: Parada km 117, diferenciándose del itinerario homónimo.
El 10 de diciembre de 1948 fue presentado un itinerario que no representó grandes variaciones respecto del presentado en 1946. Sin embargo, la gran diferencia con el anterior documento estuvo en el viaje de cargas que recorría la línea completa desde Comodoro a Sarmiento; y no partía desde Talleres como en el itinerario anterior. De este modo, el viaje de cargas partía sin un día estipulado, en forma condicional desde Comodoro a las 9:30, paso por este punto a las 15:05 y arribo a Sarmiento a las 18:05. En tanto, la vuelta desde Sarmiento se producía desde las 10:20 con arribo a estación Comodoro a las 20:25. Por otro lado, el viaje de pasajeros operado por los ferrobuses a Sarmiento desde las 7hs siguió mostró la sería retracción desde Estación Pampa del Castillo hasta Sarmiento todos los puntos se mostraron como paradas optativas. Sin embargo, en el otro viaje que partía desde las 9 hs la cantidad de elementos optativos era sensiblemente menor. Por último, el itinerario se refirió a este punto como Kilómetro 117 (Bomba).
Por otro lado, una sección del informe de horarios de noviembre de 1955  describió el servicio suburbano. En ella se detalló este servicio que poseía puntas de rieles en COMFEPET, km 27 y km 20. Pasando a ser Diadema punta de riel del servicio suburbano que iba hasta Escalante, estación que dejó de ser visitada frecuentemente en favor de Diadema. De este modo, por el truncamiento de la línea a Escalante este punto ya no fue mencionado y visitado.
No obstante, pese a perder Escalante el servicio suburbano; el ferrocarril ideó en los domingos un viaje especial. El mismo tuvo el carácter de recreo y trató de mantener turismo en diferentes puntos de la línea. El ferrobús partía el domingo a las 6:00 de Comodoro, arribaba a esta ubicación 8:51 como parada opcional, y finalizaba en Sarmiento a las 10:00. En el mismo día, se emprendía el regreso desde Sarmiento a partir de las 17:30. Esto daba lugar que los visitantes permanecieran buena parte del día disfrutando en los diferentes destinos seleccionados. El regreso a este punto era a las 18:57, pudiendo disfrutar de toda una jornada en este lugar como en otros puntos del ferrocarril. Asimismo, el viaje del domingo, llamativamente, arrojó que la única estación que tuvo parada obligatoria de los servicios ferroviarios de pasajero en el tendido desde Diadema a Sarmiento, fue Cañadón Lagarto. En los otros 3 viajes: lunes, viernes y uno sin especificar por ser diario o condicional quizás; siguió siendo parada optativa en todos en todos sus servicios. Además, el itinerario mostró que el servicio de pasajero y cargas empeoraron levemente los tiempos. Los ferrobuses alcanzaban este punto en 2:53 min. Luego, unían en 9 min esta parada con la vecina de Cañadón Lagarto  y 25 min de Valle Hermoso. El itinerario simplificó el nombre del apeadero y lo fijó en kilómetro 117.

### Registro de Boletos
Una extensa colección de boletos no arroja boletos emitidos para este apeadero. Se debía pagar para llegar a esta aquí boleto hasta Cañadón Lagarto, sección más próxima de cobro del tarifario 1938-1946. La ausencia de este punto en la colección quizás se deba a la simple ausencia o que solo se emitía boletos para esta sección de cobro.

## Infraestructura
"Km 117" al funcionar como parada del ferrocarril permitía el acceso de los viajeros a los trenes o su descenso en este lugar, aunque no se vendían pasajes ni contaba con una edificación que cumpliera las funciones de estación propiamente dicha. Las principales fuentes señalan que km 117 no tenía vía secundaria, por lo que solo era una parada y no un desvío. Esta condición se vio reflejada en el itinerario 1934 que describió toda infraestructura del ferrocarril. Además, en otro informe de 1958 se comunicó que tampoco poseía desvío; su habilitación era únicamente para subir y bajar pasajeros. Por otro lado, el equipaje que no sea bulto de mano debería ser cargado o descargado, según el caso, por el interesado directamente en el furgón.
Contó mientras el ferrocarril funcionó con: el tanque, dos aljibes  y una casilla de chapa para resguardar al personal que manejaba la bomba que extraía agua de la cisterna. Actualmente, mantiene todo en buen estado, exceptuando a la casilla hoy desmantelada.

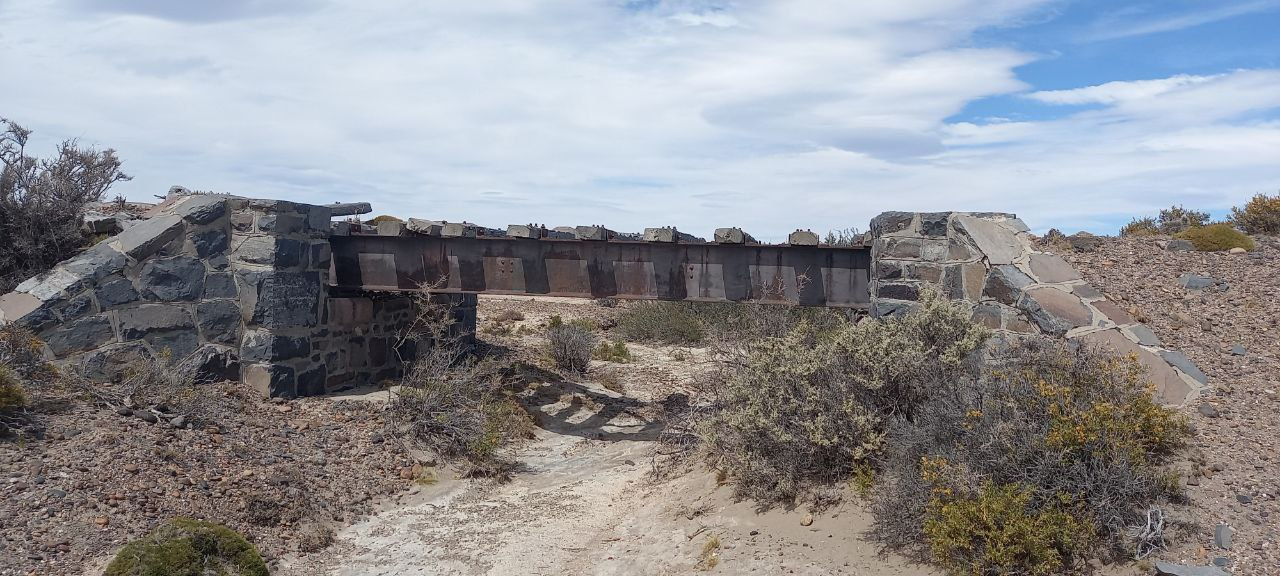
Puente ferroviario parcialmente saqueado con algunos durmientes y vías, tras pasar km 117 rumbo a Valle Hermoso.